# Regione di North Burnett
La regione di North Burnett è una Local Government Area che si trova nel Queensland. Si estende su una superficie di 19.708 chilometri quadrati e ha una popolazione di 10.143 abitanti. La sede del consiglio si trova a Gayndah.

## Comuni
I comuni della regione di North Burnett sono ventisette:
- Abercorn
- Ban Ban Springs
- Biggenden
- Binjour
- Boynewood
- Byrnestown
- Ceratodus
- Coalstoun Lakes
- Dallarnil
- Degilbo
- Didcot
- Eidsvold
- Gayndah
- Gooroolba
- Ideraway
- Kalpowar
- Monogorilby
- Monto
- Moonford
- Mount Perry
- Mulgildie
- Mundowran
- Mundubbera
- Mungungo
- Philpott
- Wetheron
- Wuruma Dam